# (10675) Kharlamov
(10675) Kharlamov (1978 VE15) – planetoida z pasa głównego asteroid okrążająca Słońce w ciągu 3,68 lat w średniej odległości 2,38 j.a. Odkryta 1 listopada 1978 roku.